# ملحات اریورت
ملحات اریورت (انگلیسی: Melahat Eryurt؛ زادهٔ ۲۷ اکتبر ۱۹۷۵) بازیکن فوتبال اهل ترکیه است.
وی همچنین در تیم ملی فوتبال زنان ترکیه بازی کرده‌است.